# 布達佩斯地鐵4號線
布達佩斯地鐵4號線（匈牙利語：4-es metró）是匈牙利布達佩斯的一條地鐵路線，開業於2014年3月28日。布達佩斯地鐵4號線是布達佩斯第二條橫跨多瑙河的地鐵路線。